# پیمان وستفالی
پیمان وِستفالی، پیمان‌نامه‌ای است که پس از پایان جنگ‌های سی ساله مذهبی در اروپا (۱۶۱۸–۱۶۴۸) در سالن شهرداری شهر مونستر میان کشورهای اروپایی در ۱۶۴۸ میلادی بسته شد. در این پیمان همه کشورهای اروپایی جز بریتانیا و پادشاهی لهستان شرکت داشتند. وستفالی نخستین پیمان صلح چندجانبه پس از رنسانس در اروپا است. این پیمان بعدها به معاهدات بزرگ مشابهی میان کشورها انجامید، که سرانجام به قانون بین‌الملل منتهی شد. پیمان وستفالی، الگو و پایه جامعهٔ ملل و سپس سازمان ملل متحد گردید.
در این پیمان، برای نخستین بار حقوق برابر و یکسان کشورها به عنوان واحدهای سیاسی مستقل مطرح و پذیرفته شد. مطابق این پیمان کشورهای مستقل حق دارند سرنوشتشان را تعیین کنند، برابرند و حق دخالت در امور هم را ندارند؛ از این روی این پیمان گاه در ستیز با جهانی‌سازی و دخالت‌های نظامی، انسانی و دخالت علیه دولت‌های شکست خورده (زمینهٔ باندهای تروریستی) است.

## مفاد صلح

امپراتوری مقدس روم در سال ۱۶۴۸

با بسته شدن قرارداد صلح وستفالی در سال ۱۶۴۸ میلادی، رسماً جنگ پایان یافت. طبق مفاد این صلح، همه دولت‌های آلمانی از جمله دولت‌های کالونی مذهب در پیروی از آیین برگزیده‌شان آزاد گذاشته شدند. از منظر سرزمینی، فرانسه توانست بخش‌هایی از آلمان غربی و بخشی از آلزاس و سه شهر متس، تول و وردن را به دست آورد؛ بدین ترتیب حکم‌فرمایی بر منطقه مرزی فرانسه-آلمان و پایگاه‌های عالی برای عملیات نظامی آتی در آلمان، به دست فرانسه افتاد.
سوئد و دولت‌های آلمانی براندنبورگ و بایرن سرزمین‌هایی در آلمان به دست آوردند و هابسبورگ اتریش هم چیزی از دست نداد، هرچند از اقتدار سیاسی‌اش کاسته شد. بیش از سیصد حکومت کوچک و بزرگ که امپراتوری مقدس روم را تشکیل می‌دادند، عملاً به صورت دولت‌های مستقل درآمده و به رسمیت شناخته شدند و هر یک از آن‌ها در سیاست خارجی مستقل بودند. این موضوع به ماهیت امپراتوری مقدس روم به عنوان واحدی سیاسی پایان داد و در دویست سال پسین شکاف میان دولت‌های آلمانی را ژرف‌تر کرد. صلح وستفالی نشان داد که از آن پس مذهب و سیاست از هم جدا هستند؛ زیرا طرفین، پاپ را به کلی کنار نهادند و از آن پس در امور عمومی انگیزه‌های سیاسی نیروی راهنما شد و مذهب کم‌کم به سمت انتخاب شخصی و فردی نزدیک شد.